# Proales neapolitana
Proales neapolitana is een raderdiertjessoort uit de familie Proalidae. De wetenschappelijke naam van deze soort is voor het eerst geldig gepubliceerd in 1889 door Daday.